# Настасени (Бакау)
Настасени (рум. Năstăseni) насеље је у Румунији у округу Бакау у општини Паринча. Oпштина се налази на надморској висини од 307 m.

## Становништво
Према подацима из 2002. године у насељу је живело 118 становника, од којих су сви румунске националности.